# Халамиш (дивизия)
440-я диви́зия «Халамиш» (ивр. עוצבת הפלדה‎) — резервистская бронетанковая дивизия в составе Южного военного округа Армии обороны Израиля, существовавшая в 70-80-х годах XX века, состоявшая из трофейных танков.

## История
Дивизия была организована в 1973 году перед войной Судного дня после усиления напряжённости на египетском фронте.
В 1973 году Армия обороны Израиля (АОИ) решила создать дивизию, основной задачей которой было противостоять египетской армии в случае войны, что предполагалось сделать с помощью сотен трофейных танков «Тиран-4» и «Тиран-5», которые фактически были модифицированным трофейными советскими танками Т-54 и Т-55, который АОИ получила в качестве трофея и приняла их на вооружение. Война Война Судного дня увеличила общее количество танков в дивизии примерно до 1000 и принесла дивизии новый танк, Тиран-6, который на самом деле был Т-62.
Дивизия была сформирована как тактический командный пункт для управления оперативной группой, которая должна была возглавить операцию «Зелёный свет» — удар по флангу египетской армии путём десантирования бронетехники и войск пехоты к западу от Суэцкого канала.
С началом войны Судного дня дивизия под командованием Менахема Мерона была задействована в миссии по защите израильского фронта на Синайском полуострове и 9 октября взяла на себя ответственность за южный сектор на Синае против 3-й египетской армии.
В 1985 году дивизия была расформирована после объединения с 252-й бронетанковой дивизией «Синай».